# Campionato del mondo di scacchi 1921
Il campionato del mondo di scacchi 1921 è stato un match di scacchi che si è tenuto a L'Avana, tra il 15 marzo e il 28 aprile del 1921. L'incontro prevedeva una sfida tra il campione del mondo uscente Emanuel Lasker e lo sfidante José Raúl Capablanca. Capablanca vinse l'incontro con il risultato di quattro partite vinte, dieci patte e nessuna sconfitta, diventando così il 3º campione del mondo della storia del gioco.

## Contesto
Il match ebbe una gestazione quasi decennale: Capablanca lanciò infatti la prima sfida a Lasker nel 1911, ma le trattative tra i due giocatori si arenarono sulle condizioni di vittoria: rispondendo alla proposta di un incontro al meglio delle dieci vittorie, Lasker rispose proponendo un limite più basso (sei vittorie o trenta partite), chiedendo che la sfida sarebbe stata dichiarata pari (consentendogli quindi di mantenere il titolo) se uno dei due giocatori non avesse avuto almeno due punti di vantaggio sull'avversario. Questa richiesta fu giudicata inaccettabile, e i negoziati si interruppero; Capablanca e Lasker si incontrarono al torneo di San Pietroburgo 1914, ma lo scoppio della prima guerra mondiale impedì ogni possibile ripresa delle trattative.
Nel 1920, Lasker lasciò il proprio titolo di campione del mondo, nominando Capablanca suo successore. Tale gesto non fu ritenuto legittimo da alcuni; anche Capablanca continuò a cercare di organizzare il match per vincere personalmente il titolo. Il cubano riuscì a convincere Lasker a giocare, ma questi pose la condizione che lui fosse considerato come lo sfidante.

## Risultati
Il match fu giocato alle otto vittorie o al meglio delle 24 partite; Lasker tuttavia abbandonò dopo 14 partite, citando problemi di salute.
|                              | 1 | 2 | 3 | 4 | 5 | 6 | 7 | 8 | 9 | 10 | 11 | 12 | 13 | 14 | Vittorie | Punti |
| ---------------------------- | - | - | - | - | - | - | - | - | - | -- | -- | -- | -- | -- | -------- | ----- |
| José Raúl Capablanca ( Cuba) | ½ | ½ | ½ | ½ | 1 | ½ | ½ | ½ | ½ | 1  | 1  | ½  | ½  | 1  | 4        | 9     |
| Emanuel Lasker ( Germania)   | ½ | ½ | ½ | ½ | 0 | ½ | ½ | ½ | ½ | 0  | 0  | ½  | ½  | 0  | 0        | 5     |